# Vues des ports de Bretagne
Les Vues des ports de Bretagne sont une série de tableaux réalisés par le peintre Jean-François Hue entre 1792 et 1798.

## Historique
Entre 1753 et 1765, Joseph Vernet réalise la série Vues des ports de France, composée de quinze tableaux représentant dix ports français. La commande reste inachevée.
En 1791, l’Assemblée constituante charge son élève, Jean-François Hue, de la terminer, en intégrant notamment la ville de Brest. Une somme de 10 000 livres lui est allouée pour cette réalisation.
Entre 1792 et 1798, il peint une série de six tableaux représentant les ports de Bretagne.

## Tableaux
| Ville      | Titre | Année | Dimensions (H×L, cm) | Collection                          | Illustration |
| ---------- | --- | ----- | -------------------- | ----------------------------------- | ------------ |
| Brest      | Vue de l'intérieur du port de Brest | 1793  | 162×260              | Musée national de la Marine         |              |
| Brest      | Vue de la rade de Brest prise au bas de la batterie du château en regardant le goulet                                                                | 1795  | 152×259              | Palais du Luxembourg - Sénat, Paris |              |
| Brest      | Vue de l'intérieur du port de Brest, prise de la cale couverte en regardant le château                                                               | 1795  | 152×259              | Palais du Luxembourg - Sénat, Paris |              |
| Lorient    | Vue du port de Lorient prise des anciennes cales de Caudan                                                                                           | 1792  | 152×259              | Palais du Luxembourg - Sénat, Paris |              |
| Saint-Malo | Vue de la ville, de la rade et du port de Saint-Malo, prise de l’anse des Sablons à Saint-Servan au moment du naufrage d’un vaisseau par une tempête | 1798  | 152×259              | Musée national de la Marine         |              |